# Neupetershain
Neupetershain är en kommun och ort i Landkreis Oberspreewald-Lausitz i förbundslandet Brandenburg i Tyskland.
Kommunen ingår i kommunalförbundet Amt Altdöbern tillsammans med kommunerna Altdöbern, Bronkow, Luckaitztal och Neu-Seeland.